# Інтурист (футзальний клуб)
Міні-футбольний клуб Інтурист (Запоріжжя) або просто Інтурист — український футзальний клуб з міста Запоріжжя. У сезонах 1992 та 1993/94 років виступав у футзальному чемпіонаті України.

## Хронологія назв
- 1992: «Інтурист» (Запоріжжя)
- 1993: «Інтурист» (Гуляйполе) — після об'єднання з «Колосом» (Гуляйполе)
- 1994: клуб розформовано

## Історія
Футзальний клуб «Інтурист» засновано в 1992 році в місті Запоріжжя, команда представляла однойменний готель міста. У чемпіонаті України 1992 року «Інтурист» не потрапляє за підсумками групового турніру до шістки найкращих команд, посівши сьоме місце з тринадцяти. За підсумками турніру команда займає десяте місце. 
Як і всі учасники чемпіонату, «Інтурист» отримує право участі в кубку країни 1993 з другого відбіркового турніру, ігноруючи зональні змагання. Команда проводить міні-турнір в Запоріжжі, але не входить до числа двох найкращих команд, поступившись правом грати у фінальному турнірі місцевій «Надії» і донецькому «Донбасу».
У чемпіонаті України 1993/94 «Інтурист» займає передостаннє, п'ятнадцяте місце, набравши в 29 поєдинках 7 очок (різниця м'ячів 41:147).
До початку сезону 1994/95 років клуб відмовився від подальших виступів та припинив існування.

## Досягнення
- Чемпіонат України
  - 15-е місце (1): 1993/94

## Стадіон
Домашні поєдинки проводив у Спортивній залі Запоріжжя, яка вміщує 500 глядачів.

## Спонсори
- готель «Інтурист».